# Tipo di carattere vettoriale
Un tipo di carattere vettoriale è un tipo di carattere informatico (o font) in cui i caratteri sono definiti attraverso una serie di istruzioni grafiche che indicano i movimenti necessari per tracciare i contorni del carattere stesso. Questa rappresentazione avviene mediante la combinazione di linee rette e archi, a differenza dei caratteri matriciali (pixel), i quali utilizzano una matrice di punti (bitmap) per la loro rappresentazione.
Esempi di tipi vettoriali sono PostScript, TrueType e OpenType.
I tipi vettoriali permettono, a partire da una sola serie di una determinata famiglia, di ottenere, per mezzo di semplici trasformazioni sui parametri dei contorni dei caratteri, altre descrizioni grafiche degli stessi, e quindi generare gli stili corsivi, i grassetti e i grassetti corsivi. 
Un tipo vettoriale occupa più spazio di memoria di uno matriciale, ma un tipo vettoriale ha caratteristiche più avanzate: per esempio un solo modello può generare tutti i vari stili e quindi, in definitiva, occupare meno spazio.
I caratteri d'un tipo vettoriale possono essere ridimensionati in qualsiasi direzione e trasformati più facilmente di un tipo matriciale, con risultati esteticamente migliori, nonostante questo richieda molta potenza di calcolo. Spesso, i caratteri in un tipo vettoriale sono trasformati in matrice di punti quindi messi in memoria sotto forma di tabella, per evitare di ripetere i calcoli necessari nel caso il carattere debba esser disegnato di nuovo.